# Рур (приток на Маас)
Вижте пояснителната страница за други значения на Рур.
Рур (на немски: Rur; на френски: Roer и на нидерландски: Roer) е 164,5 км дълга река, десен приток на Маас в Белгия, Германия и Нидерландия. Около 80 процента се намира на немска територия.
Извира на Високи Фен (Hautes Fagnes) при Sourbrodt в Белгия. При град Рурмонд в Нидерландия се влива в Маас.